# Copa Chatham
La Copa Chatham (en inglés: Chatham Cup), conocida por razones de patrocinio como ISPS Handa Copa Chatham, es una competición de fútbol disputada anualmente en Nueva Zelanda. Es la copa nacional de todos los clubes que disputan las ligas regionales de invierno, por lo que las franquicias de la primera división, disputada en verano, no participan.

## Historia
La copa comenzó como un regalo de la tripulación del HMS Chatham a la Asociación de Fútbol de Nueva Zelanda en 1922 por la excelente hospitalidad de los neozelandeses en su visita al país. La primera edición se realizó en 1923 y desde entonces se organiza anualmente con las excepciones de 1937, a causa de la poca cantidad de clubes registrados, y entre 1941 y 1944, a raíz de la Segunda Guerra Mundial.
Desde sus comienzos el torneo enfrentó diversas dificultades. En 1924, de los 450 equipos registrados a la NZF, solo 30 expresaron su deseo de jugar la copa. El principal problema era que los clubes debían viajar desde una punta del país a la otra para jugar los encuentros, lo que representaba un costo muy alto en comparación con los viajes que debía realizar para afrontar los partidos de las ligas regionales. Sin embargo, al finalizar la Guerra del Pacífico -parte de la Segunda Guerra Mundial— la economía de Nueva Zelanda se estabilizó y las instituciones pudieron costear los viajes de un lugar a otro. Aunque otro problema persistió, el bajo nivel de la Isla Sur, que lentamente con los años se emparejó con los clubes de la Isla Norte, pero que nunca pudo alcanzar su nivel. 
Con la creación de la Liga Nacional en 1970, se cambió el formato de la competición, con el objetivo de aumentar la competitividad y de eliminar los enfrentamientos entre clubes muy alejados entre sí en las primeras rondas.
El elenco que más títulos acumula en el University-Mount Wellington, que posee en su palmarés siete Copas Chatham. Lo siguen el North Shore, el Christchurch United y el Eastern Suburbs, con seis campeonatos en el haber de cada uno.

## Sistema de competición
Hasta 1970 los equipos se dividían en dos grupos, los clubes de la Isla Norte y los de la Isla Sur. Los ganadores de esos dos grupos se enfrentaban en la final. Algunos años la final se ha jugado a doble partido, aunque actualmente se juega a partido único.
Actualmente el torneo lo juegan entre 120 y 150 equipos de todo el país. Se dividen a los equipos en región norte, centro y sur en la fase de clasificación y en las rondas uno, dos, tres y cuatro; una vez llegado los cuartos de final, un equipo de cualquier región puede enfrentar a otro de una región distinta.
Si el encuentro termina en empate habrá prórroga, y si con esta no se decide el ganador se recurrirá a la tanda de penaltis para decidir el equipo que pasará a la siguiente ronda.

## Palmarés
| Temporada | Campeón                                                    | Resultado | Subcampeón                                                 | Sede de la final                                                              |
| --------- | ---------------------------------------------------------- | --- | ---------------------------------------------------------- | ----------------------------------------------------------------------------- |
| 1923      | Seacliff                                                   | 4:0 | Wellington YMCA                                            | Atletic Park, Wellington                                                      |
| 1924      | Harbour Board                                              | 3:1 (t. e.) | Seacliff                                                   | Atletic Park, Wellington                                                      |
| 1925      | Wellington YMCA                                            | 3:2 (t. e.) | Seacliff                                                   | Newtown Park, Wellington                                                      |
| 1926      | Sunnyside                                                  | 4:2 | North Shore                                                | Basin Reserve, Wellington                                                     |
| 1927      | Ponsonby                                                   | 3:2 | Northern                                                   | Newtown Park, Wellington                                                      |
| 1928      | Petone                                                     | 1:0 | Northern                                                   | Basin Reserve, Wellington                                                     |
| 1929      | Auckland Tramways                                          | 4:0 | Seacliff                                                   | Basin Reserve, Wellington                                                     |
| 1930      | Petone (2)                                                 | 2:1 | Western                                                    | Basin Reserve, Wellington                                                     |
| 1931      | Tramurewa                                                  | 5:2 (t. e.) | Nomads                                                     | Basin Reserve, Wellington                                                     |
| 1932      | Wellington Marist                                          | 5:0 | Millerton All Blacks                                       | Basin Reserve, Wellington                                                     |
| 1933      | Ponsoby (2)                                                | 2:1 | Millerton All Blacks                                       | Basin Reserve, Wellington                                                     |
| 1934      | Auckland Thistle                                           | 2:1 | Christchurch Thistle                                       | Basin Reserve, Wellington                                                     |
| 1935      | Hospital de Wellington                                     | 3:1 | Western                                                    | Basin Reserve, Wellington                                                     |
| 1936      | Western                                                    | 3:2 | Auckland Thistle                                           | Basin Reserve, Wellington                                                     |
| 1937      | No hubo torneo por la escasa cantidad de equipos anotados. | No hubo torneo por la escasa cantidad de equipos anotados.                                                                                       | No hubo torneo por la escasa cantidad de equipos anotados. | No hubo torneo por la escasa cantidad de equipos anotados.                    |
| 1938      | Waterside                                                  | 4:0 | Mosgiel                                                    | Basin Reserve, Wellington                                                     |
| 1939      | Waterside (2)                                              | 4:2 | Western                                                    | Basin Reserve, Wellington                                                     |
| 1940      | Waterside (3)                                              | 6:2 | Mosgiel                                                    | Basin Reserve, Wellington                                                     |
| 1941-44   | No hubo torneo a causa de la Segunda Guerra Mundial.       | No hubo torneo a causa de la Segunda Guerra Mundial.                                                                                             | No hubo torneo a causa de la Segunda Guerra Mundial.       | No hubo torneo a causa de la Segunda Guerra Mundial.                          |
| 1945      | Western (2)                                                | 4:3 (t. e.) | Wellington Marist                                          | Basin Reserve, Wellington                                                     |
| 1946      | Wellington Marist (2)                                      | 2:1 | Technical Old Boys                                         | Basin Reserve, Wellington                                                     |
| 1947      | Waterside (4)                                              | 2:1 (t. e.) | Technical Old Boys                                         | Basin Reserve, Wellington                                                     |
| 1948      | Technical Old Boys                                         | 2:0 | Waterside                                                  | Basin Reserve, Wellington                                                     |
| 1949      | Petone (3)                                                 | 1:0 | Northern of Otago                                          | Basin Reserve, Wellington                                                     |
| 1950      | Eden                                                       | 3:2 (t. e.) | Technical Old Boys                                         | Basin Reserve, Wellington                                                     |
| 1951      | Eastern Suburbs                                            | 5:1 | Northern of Otago                                          | Basin Reserve, Wellington                                                     |
| 1952      | North Shore United                                         | 1:1 (t. e.) | Western                                                    | Basin Reserve, Wellington                                                     |
| 1953      | Eastern Suburbs (2)                                        | 4:3 | Northern of Otago                                          | Basin Reserve, Wellington                                                     |
| 1954      | Onehunga-Mangere United                                    | 1:0 | Western                                                    | Basin Reserve, Wellington                                                     |
| 1955      | Western (3)                                                | 6:2 | Eastern Suburbs                                            | Basin Reserve, Wellington                                                     |
| 1956      | Stop Out                                                   | 4:1 | Shamrock                                                   | Basin Reserve, Wellington                                                     |
| 1957      | Seatoun                                                    | 3:1 | Technical Old Boys                                         | Basin Reserve, Wellington                                                     |
| 1958      | Seatoun (2)                                                | 7:1 | Christchurch City                                          | Basin Reserve, Wellington                                                     |
| 1959      | Northern                                                   | 3:2 | North Shore United                                         | Basin Reserve, Wellington                                                     |
| 1960      | North Shore United (2)                                     | 5:3 | Technical Old Boys                                         | Basin Reserve, Wellington                                                     |
| 1961      | Northern (2)                                               | 2:0 | North Shore United                                         | Basin Reserve, Wellington                                                     |
| 1962      | Hamilton Technical Old Boys                                | 4:1 | Northern                                                   | Basin Reserve, Wellington                                                     |
| 1963      | North Shore United (3)                                     | 3:1 | Christchurch Nomads                                        | Basin Reserve, Wellington                                                     |
| 1964      | Mount Roskill                                              | 3:1 | Dunedin Technical                                          | Basin Reserve, Wellington                                                     |
| 1965      | Eastern Suburbs (3)                                        | 4:1 | St. Kilda                                                  | Basin Reserve, Wellington                                                     |
| 1966      | Miramar Rangers                                            | 1:0 | Western                                                    | Basin Reserve, Wellington                                                     |
| 1967      | North Shore United (4)                                     | 2:1 | Christchurch City                                          | Basin Reserve, Wellington                                                     |
| 1968      | Eastern Suburbs (4)                                        | 2:0 | Christchurch Technical                                     | Basin Reserve, Wellington                                                     |
| 1969      | Eastern Suburbs (5)                                        | 2:0 | New Brighton                                               | Basin Reserve, Wellington                                                     |
| 1970      | Blockhouse Bay                                             | 2:2 (t. e.) 3:2 | Western Suburbs                                            | Basin Reserve, Wellington Newmarket Park, Auckland                            |
| 1971      | Western Suburbs                                            | 3:2 | Wellington City                                            | Basin Reserve, Wellington                                                     |
| 1972      | Christchurch United                                        | 4:4 (t. e.) 1:1 (t. e.) 2:1\|\| align="center" \|Mount Wellington\|\|Basin Reserve, Auckland English Park, Christchurch Newmarket Park, Auckland |                                                            |                                                                               |
| 1973      | Mount Wellington                                           | 3:0 | North Shore United                                         | Newmarket Park, Auckland                                                      |
| 1974      | Christchurch United (2)                                    | 2:0 | Wellington Diamond United                                  | Queen Elizabeth II Park, Christchurch                                         |
| 1975      | Christchurch United (3)                                    | 4:2 (t. e.) | Blockhouse Bay                                             | Newmarket Park, Auckland                                                      |
| 1976      | Christchurch United (4)                                    | 4:0 | Eastern Suburbs                                            | Queen Elizabeth II Park, Christchurch                                         |
| 1977      | Nelson United                                              | 1:0 | Mount Wellington                                           | Newmarket Park, Auckland                                                      |
| 1978      | Manurewa                                                   | 1:0 | Nelson United                                              | Trafalgar Park, Nelson                                                        |
| 1979      | North Shore United (5)                                     | 2:1 | Mount Wellington                                           | McLennan Park, Auckland                                                       |
| 1980      | Mount Wellington (2)                                       | 2:0 | Dunedin City                                               | Basin Reserve, Wellington                                                     |
| 1981      | Dunedin City                                               | 3:1 | Mount Wellington                                           | Basin Reserve, Wellington                                                     |
| 1982      | Mount Wellington (3)                                       | 1:0 (t. e.) | Miramar Rangers                                            | Basin Reserve, Wellington                                                     |
| 1983      | Mount Wellington (4)                                       | 2:2 (t. e.) 2:0 | Gisborne City                                              | Basin Reserve, Wellington McInclay Park, Wellington McInclay Park, Wellington |
| 1984      | Manurewa (2)                                               | 2:1 | Gisborne City                                              | Mount Smart Stadium, Auckland                                                 |
| 1985      | Napier City Rovers                                         | 3:1 | North Shore United                                         | Mount Smart Stadium, Auckland                                                 |
| 1986      | North Shore United (6)                                     | 0:1 4:1 | Mt Maunganui                                               | Fuji Film Stadium, Auckland Links Raod, Mt Maunganui                          |
| 1987      | Gisborne City                                              | 5:1 2:2 | Christchurch United                                        | Childers Road Reserve, Gisborne Queen Elizabeth II Park, Christchurch         |
| 1988      | Christchurch United (5)                                    | 2:2 1:1 | Waikato United                                             | Queen Elizabeth II Park, Christchurch Muir Park, Hamilton                     |
| 1989      | Christchurch United (6)                                    | 7:1 | Rotorua City                                               | Newtown Park, Wellington                                                      |
| 1990      | Mount Wellington (5)                                       | 3:3 (4:2 pen.) | Christchurch United                                        | Basin Reserve, Wellington                                                     |
| 1991      | Christchurch United (7)                                    | 2:1 | Wellington United                                          | Basin Reserve, Wellington                                                     |
| 1992      | Miramar Rangers (2)                                        | 3:1 | Waikato United                                             | Basin Reserve, Wellington                                                     |
| 1993      | Napier City Rovers (2)                                     | 6:0 | Christchurch Rangers                                       | McLean Park, Napier                                                           |
| 1994      | Waitakere City                                             | 1:0 | Wellington Olympic                                         | McLean Park, Napier                                                           |
| 1995      | Waitakere City (2)                                         | 4:0 | North Shore United                                         | McLean Park, Napier                                                           |
| 1996      | Waitakere City (3)                                         | 3:1 | Mount Wellington                                           | McLean Park, Napier                                                           |
| 1997      | Central United                                             | 3:2 | Napier City Rovers                                         | McLean Park, Napier                                                           |
| 1998      | Central United (2)                                         | 5:0 | Dunedin Technical                                          | North Harbour Stadium, Auckland                                               |
| 1999      | Dunedin Technical                                          | 4:0 | Waitakere City                                             | North Harbour Stadium, Auckland                                               |
| 2000      | Napier City Rovers (3)                                     | 4:1 | Central United                                             | North Harbour Stadium, Auckland                                               |
| 2001      | University-Mount Wellington (6)                            | 3:3 (5:4 pen.) | Central United                                             | North Harbour Stadium, Auckland                                               |
| 2002      | Napier City Rovers (4)                                     | 2:0 | Tauranga City United                                       | Bluewater Stadium, Napier                                                     |
| 2003      | University-Mount Wellington (7)                            | 3:1 | Melville United                                            | North Harbour Stadium, Auckland                                               |
| 2004      | Miramar Rangers (3)                                        | 1:0 (t. e.) | Waitakere City                                             | North Harbour Stadium, Auckland                                               |
| 2005      | Central United (3)                                         | 2:1 | Palmerston North Marist                                    | North Harbour Stadium, Auckland                                               |
| 2006      | Western Suburbs (2)                                        | 0:0 (3:0 pen.) | Eastern Suburbs                                            | North Harbour Stadium, Auckland                                               |
| 2007      | Central United (4)                                         | 0:0 (10:9 pen.) | Western Suburbs                                            | Kiwitea Street, Auckland                                                      |
| 2008      | East Coast Bays                                            | 1:0 | Dunedin Technical                                          | North Harbour Stadium, Auckland                                               |
| 2009      | Wellington Olympic                                         | 2:1 | Three Kings United                                         | North Harbour Stadium, Auckland                                               |
| 2010      | Miramar Rangers (4)                                        | 3:1 | Bay Olympic                                                | North Harbour Stadium, Auckland                                               |
| 2011      | Wairarapa United                                           | 2:1 | Napier City Rovers                                         | Memorial Park, Palmerston North                                               |
| 2012      | Central United (5)                                         | 6:1 | Lower Hutt City                                            | Newtown Park, Wellington                                                      |
| 2013      | Cashmere Technical                                         | 3:1 | Waitakere City                                             | ASB Football Park, Christchurch                                               |
| 2014      | Cashmere Technical (2)                                     | 2:1 | Central United                                             | North Harbour Stadium, Auckland                                               |
| 2015      | Eastern Suburbs (6)                                        | 2:1 (t. e.) | Napier City Rovers                                         | Trusts Stadium, Waitakere                                                     |
| 2016      | Birkenhead United                                          | 3:2 (t. e.) | Waitakere City                                             | North Harbour Stadium, Auckland                                               |
| 2017      | Onehunga Sports                                            | 3:3 (6:5 pen.) | Central United                                             | North Harbour Stadium, Auckland                                               |
| 2018      | Birkenhead United (2)                                      | 1:1 (5:4 pen.) | Western Suburbs                                            | North Harbour Stadium, Auckland                                               |
| 2019      | Napier City Rovers (5)                                     | 3:2 | Melville United                                            | North Harbour Stadium, Auckland                                               |